# Scunthorpe
Scunthorpe ist eine Stadt in der englischen Grafschaft Lincolnshire. Sie ist seit 1996 Verwaltungssitz der Unitary Authority North Lincolnshire. Zuvor war sie seit 1974 Teil der nicht mehr existierenden Grafschaft Humberside. Die Industriestadt ist das größte Zentrum der Stahlproduktion im Vereinigten Königreich und wird daher auch Industrial Garden Town genannt. Nach Grimsby und Lincoln ist sie mit 82.334 Einwohnern (Stand: 2016) die drittgrößte Stadt Lincolnshires.

## Geografie
Scunthorpe liegt an einem Steilhang von zerklüftetem Land (das „Lincoln Cliff“), an dessen unterem Ende der Fluss Trent vorüberfließt. Das Umland besteht aus flachen Hügeln und weiten Ebenen. Obwohl die Stadt selbst einen sehr industriellen Charakter hat, ist sie von fruchtbarem Ackerland und bewaldeten Gebieten umgeben. Die Stadt befindet sich etwa eine Meile östlich des Trent, 8 Meilen südlich des Humber und 15 Meilen westlich der Lincolnshire Wolds. Die nächstgelegenen Städte sind Kingston upon Hull (18 Meilen nordöstlich), Doncaster (20 Meilen westlich), Grimsby (22 Meilen östlich), Lincoln (25 Meilen südlich) und Sheffield (38 Meilen westlich).

## Geschichte

### Mittelalter und Frühe Neuzeit
Die Stadt wird 1086 im Domesday Book als Escumetorp erwähnt. Dies ist Altnordisch für Skuma’s homestead, ein Platz, der sich vermutlich in der Innenstadt in der Nähe des Marktes befand.
Scunthorpe bestand ursprünglich aus den fünf kleinen Dörfern Scunthorpe, Frodingham, Crosby, Brumby und Ashby, die sich später zur Stadt Scunthorpe zusammenschlossen.

### Industrialisierung

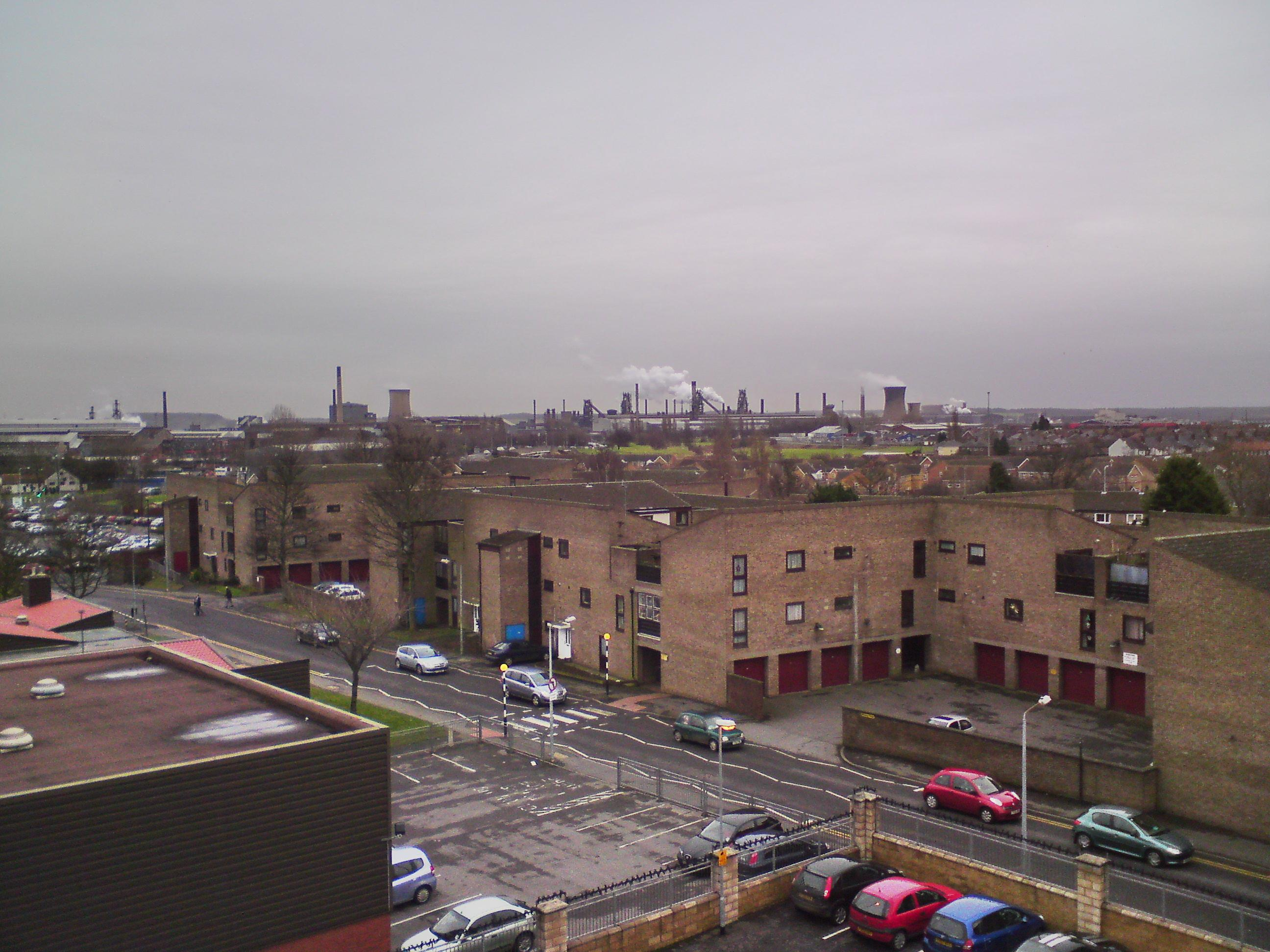
Stahlwerke in Scunthorpe

Unterhalb der Stadt befinden sich ergiebige Schichten von Eisenerz und Kalkstein. Eisenerz wurde in der Gegend bereits zu Zeiten der römischen Besatzung in der Antike abgebaut. Danach war es jahrhundertelang vergessen und wurde erst 1859 von dem Industriellen Rowland Winn wiederentdeckt. Dies führte zu einem Erblühen der Eisen- und Stahlindustrie sowie hohem Bevölkerungswachstum in Stadt und Umgebung.
Eisenerz wurde in moderner Zeit erstmals im Juli 1860 gefördert. Mangels eines Eisenbahnanschlusses wurde das Erz anfangs über Karren, später mit einer Schmalspurbahn nach Gunness ans Ufer des Trent transportiert und dort auf Lastkähne geladen. Schließlich wurde auf Veranlassung Winns eine Bahnstrecke von Keadby nach Osten über Scunthorpe nach Barnetby gebaut, um das Erz schneller transportieren zu können. Der Bau der Strecke wurde 1860 begonnen und vier Jahre später abgeschlossen. Zudem sorgte Winn dafür, dass bei Scunthorpe nahe der Eisenerzminen ein Stahlwerk gebaut wurde. 1862 wurde mit dem Trent Ironworks der Bau des ersten Stahlwerkes begonnen, das schließlich am 26. März 1864 in Betrieb genommen wurde. In den nächsten zwölf Jahren gingen vier weitere Stahlwerke in Betrieb, das letzte davon 1912.
Drei Straßen in Scunthorpe wurden nach Rowland Winn benannt: die Rowland Road, die Winn Street und die Oswald Road.
Große Schäden in Teilen der Stadt entstanden durch das Flixborough-Unglück am 1. Juni 1974. 28 Menschen starben bei der Explosion einer Chemiefabrik.
1981 wurde beschlossen, jegliche Minen und Steinbrüche stillzulegen und das Eisenerz zu importieren, weil ein Abbau eigener Vorkommen aufgrund zu geringer Eisenanteile im Erz nicht mehr rentabel war. Dies geschah im Gleichklang mit allen anderen Eisenerzminen des Vereinigten Königreichs.
Scunthorpe befand sich am 27. Februar 2008 in der Nähe des Epizentrums der heftigsten Erdstöße im Vereinigten Königreich seit 1984. Das um 0:56 Uhr GMT in 15,4 km Tiefe entstandene Beben dauerte zehn Sekunden und erschütterte mit einer Stärke von 5,2 auf der Richterskala weite Teile Lincolnshires.

## Politik

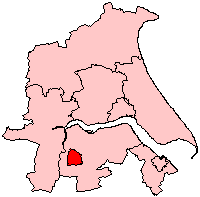

Scunthorpe in der Grafschaft
 Humberside 1974–1996
Scunthorpe ist eine Stadt ohne eigene Verwaltung innerhalb der Unitary Authority North Lincolnshire. Dabei stellt die Stadt sechs der 17 Bezirke des Boroughs dar. Diese sind Ashby, Brumby, Crosby & Park, Frodingham, Kingsway und Town. Insgesamt 16 der 43 Abgeordneten des Boroughs werden von den Bezirken Scunthorpes gewählt. Diese 16 Abgeordnete (Charter Trustes genannt), die seit 2008 alle von der Labour Party gestellt werden, wählen wiederum einen Bürgermeister für ihre Stadt.
Die Regierung North Lincolnshires hat ihren Sitz im Pittwood House in der Ashby Road. Die Verwaltungsstelle wurde im Jahre 1963 eröffnet und war bis 1996 Sitz des Scunthorpe Borough Council. Das Gebäude wurde nach Edwin Pittwood, einem Labour-Politiker aus der Region benannt. Weitere Räumlichkeiten befinden sich im Church Square House in der Nähe des Marktplatzes.

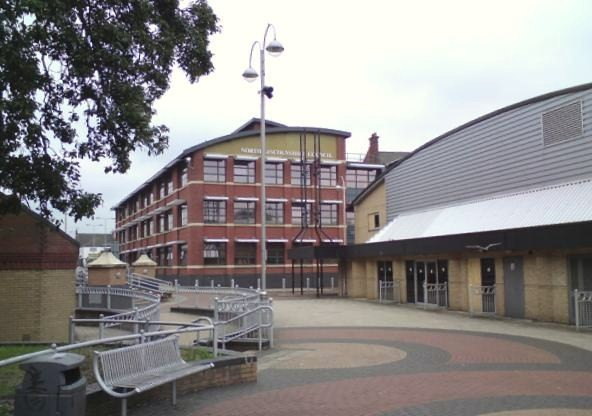
Regierungsgebäude von North Lincolnshire

War die Gegend zu historischer Zeit noch ein Teil der Grafschaft Lincolnshire, wurde sie von 1889 bis 1974 Teil der Grafschaft Lindsey. Innerhalb der Grafschaft erhielt Scunthorpe bereits 1936 einen eigenen Municipal Borough.
Als 1974 die neue Grafschaft Humberside eingerichtet wurde, bekam die Stadt einen Borough mit denselben Grenzen wie der alte Municipal Borough. Mit der Eröffnung der Humber-Brücke am 24. Juni 1981 wurde eine feste Verbindung zwischen dem südlichen und nördlichen Teil der Grafschaft geschaffen. Jedoch konnte sie nicht deren Zukunft sichern, denn am 1. April 1996 wurde die Grafschaft zusammen mit ihrem Rat aufgelöst. Ihr wiederum folgten vier Unitary Authorities, eine davon ist North Lincolnshire.

### Wappen
Im Jahre 1936, als die Stadt ihren eigenen Borough erhielt, übergab das College of Arms ihr erstmals ein Wappen. Dieses Wappen wurde 1974 in den neuen Borough übertragen und wird heute von den Charter Trustees der Stadt genutzt.
Das grüne Schild sowie die goldene Weizengarbe zeigen auf, dass die Gegend früher landwirtschaftlich geprägt war. In der Mitte des Schildes befindet sich ein Kettenstück. Es weist auf die einst fünf zusammengeschlossenen Dörfer Crosby, Scunthorpe, Frodingham, Brumby und Ashby hin. Oben am Schild befinden sich zwei Fossilien der Spezies Gryphoea incurva. Diese Austernversteinerungen wurden in Felsschichten entdeckt, aus denen Eisenerz abgebaut wurde. An der Spitze des Wappens erkennt man einen Hochofen, der auf den Spruch Refulget labores nostros coelo bzw. The heavens reflect our labours hinweist.

### Städtepartnerschaften
Scunthorpe unterhält Städtepartnerschaften mit
- Clamart, Frankreich
- Lüneburg, Deutschland
- Ostrowiec Swietokrzyski, Polen

## Kultur und Sehenswürdigkeiten

Die Kirche von Scunthorpe mit dem Borough Museum im Hintergrund

Die Normanby Hall (1820) ist eine berühmte Sehenswürdigkeit der Stadt, die von Robert Smirke, dem Architekten des British Museum, entworfen wurde. Außerdem werden im Borough Museum lokale archäologische Funde ausgestellt. Nahe dem Bahnhof befindet sich in der Oswald Road das North Lincolnshire Museum. In der evangelischen Kirche St John (erbaut 1891 von Rowland Winn) befindet sich heute das Visual Arts Centre. Das Plowright Theatre – benannt nach Joan Plowright – befindet sich in der Laneham Street. Es wurde im Jahr 1958 als Scunthorpe Civic Theatre erbaut.
Die Baths Hall befindet sich in der Innenstadt an der Doncaster Road. Sie ist eine Veranstaltungshalle, in der Livemusik-, Comedyveranstaltungen sowie Preisverleihungen ausgetragen werden. Gegenwärtig wird sie einer mehrere Millionen Pfund teuren Renovierung unterzogen. Scunthorpe besitzt viele Pubs und Bars sowie mehrere Clubs. Die Stadt besitzt ebenso ein Multiplex-Kino, ein Freizeitzentrum, Galerien sowie Gewerbezentren.

## Sport
Die Stadt besitzt mit Scunthorpe United (genannt: The Iron) einen Fußballverein, deren Mannschaft ihre Heimspiele im Glanford Park austrägt und die in der Saison 2024/25 in der National League North spielte.
Der Rugbyverein Scunthorpe RUFC praktiziert die Sportart Rugby Union, Brambarians ARLFC spielt Rugby League. Beide tragen ihre Heimspiele im Heslam Park aus.
Mit den Scunthorpe Scorpions hat die Stadt ein seit 2005 bestehendes Motorradsportteam, welches in der British Premier League teilnimmt. Der heimatliche Rundkurs ist der an der Normanby Road befindliche Eddie Wright Raceway.
Der Appleby-Frodingham Athletic Club nutzt einen Platz nahe dem Civic Centre für verschiedene Sportarten. Er hat ein Vereinsheim sowie eine Turnhalle. Weiterhin gibt es den Scunthorpe and District Athletics Club, dessen Sportstätte das Quibell Park Stadium ist.
Das Freizeitzentrum der Stadt befindet sich in der Carlton Street gegenüber dem Busbahnhof. Der Scunthorpe Anchor Schwimmverein hat seinen Sitz im Riddings Pool an der Enderby Road neben der South Leys School in Yaddlethorpe.

## Wirtschaft

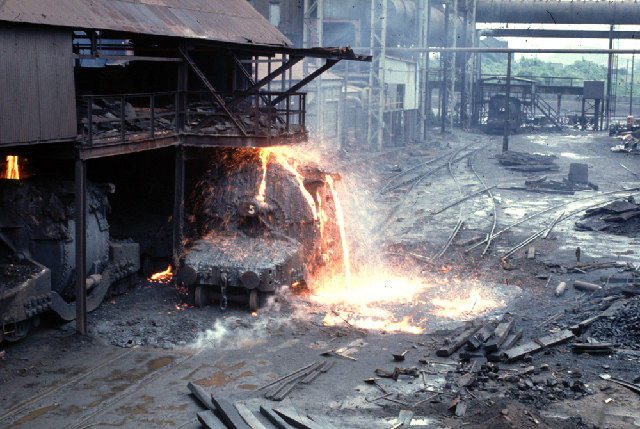
Stahlwerk in Scunthorpe

### Stahlindustrie
Die Stahlindustrie ist weiterhin der größte Arbeitgeber der Region. Die drei damals in Scunthorpe bestehenden Stahlwerke wurden 1967 verstaatlicht und in den Konzern British Steel eingegliedert. In den frühen 1980er Jahren wurden zwei der drei Stahlwerke, Normanby Park und Redbourn, wegen Unrentabilität geschlossen. Das verbleibende Werk wurde 1999 an Corus verkauft. Gemäß der staatlichen Environment Agency war Corus im Jahr 2000 eines der am stärksten umweltverschmutzenden Unternehmen des Vereinigten Königreiches, dessen Werke in Scunthorpe, Llanwern und Port Talbot mehr Dioxine produzierten als die nächsten 15 Verschmutzer zusammen.
Als Teil von Corus wurde das Stahlwerk 2007 von Tata Steel übernommen. Tata Steel verkaufte das Stahlwerk in Scunthorpe 2016 an die Investmentgesellschaft Greybull Capital, die ihm wieder den alten Namen British Steel gaben. Greybull Capital verkaufte das Stahlwerk 2020 an den chinesischen Stahlkonzern Jingye Group. Anfang 2025 machte British Steel in Scunthorpe einen täglichen Verlust von umgerechnet 800.000 Euro.
Die Zahl der in Scunthorpe in der Stahlindustrie Beschäftigten sank unterdessen stetig: von einem Höchststand von 27.000 über 8900 im Jahr 1982 bis auf 3500 im Jahr 2025.

### Weitere Unternehmen
In der Nähe gibt es ein an der Stahlproduktion beteiligtes Kalkwerk. Kalkstein wird von Singleton Birch am nahegelegenen Steinbruch abgebaut.
Weitere Industrien sind der Maschinenbau und die Lebensmittelindustrie. Die BOC-Gruppe besitzt am nördlichen Stadtrand direkt an der A1029 ein Kraftwerk. Nahe der BOC ist das für die Region um Scunthorpe zuständige Abfallentsorgungsunternehmen Bell Waste Control. Im Foxhills Industrial Park haben viele Vertriebsfirmen ihren Sitz. Key Country Foods stellt Fleischprodukte her, ColepCCL produziert verschiedene Sorten Spraydosen. Die Sauce Company produziert Soßen, Suppen und weitere Nahrungsmittel für die Gastronomie und Supermärkte. Ericsson stellt Leiterplatten für die Telekommunikationsbranche her. Darüber hinaus gibt es weitere Unternehmen, zumeist tätig in der Leicht- und verarbeitenden Industrie.

## Verkehr

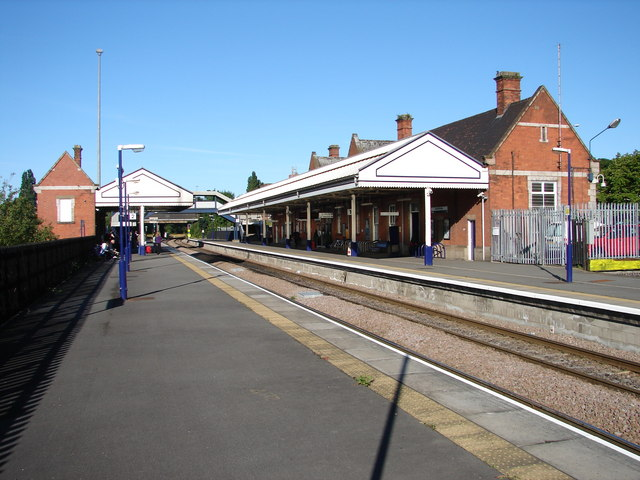
Bahnhof Scunthorpe

Scunthorpe liegt an der Bahnstrecke Sheffield-Doncaster-Cleethorpes, auf der auch Züge von/bis zum Flughafen Manchester verkehren.
Der Humberside Airport liegt nur ein kurzes Stück weit über die Autobahn östlich der Stadt. Er ist die Basis von fünf Fluggesellschaften und wird überwiegend für Charterflüge genutzt. Eastern Airways und KLM bieten jedoch auch Linienflüge nach Aberdeen bzw. Amsterdam an.

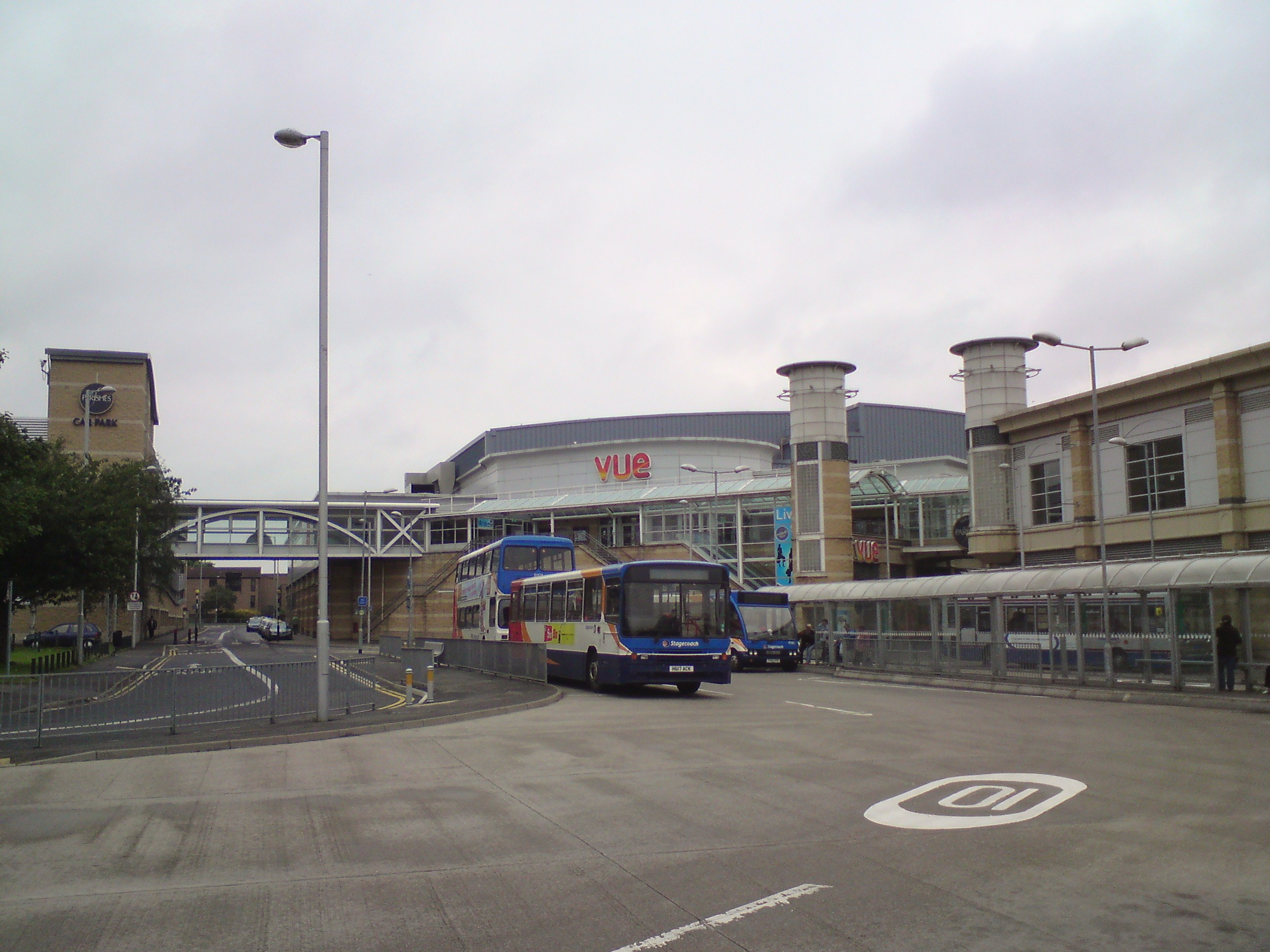
Busbahnhof Scunthorpe

Südlich des Stadtgebietes führt der M180 vorbei. Er verbindet Grimsby im Osten mit Thorne westlich der Stadt. Von dort aus hat man Anschluss an das weitere Autobahnnetz. Vor dem Bau der Autobahn im Jahre 1979 lief der gesamte Verkehr durch Scunthorpe bzw. über die parallel verlaufende A18. Vom M180 zweigt südwestlich der Stadt der M181 nach Norden ab und geht nach zwei Meilen in die A1077 über. Diese führt weiter über Barton-upon-Humber bis kurz vor Immingham.
Der Busbahnhof der Stadt befindet sich an der Fenton Street. Er wird vorwiegend von der Busgesellschaft Stagecoach In Lincolnshire benutzt und ist dabei Anfangs- und Endpunkt sowohl von innerstädtischen als auch von Überlandverbindungen. Eine weitere Gesellschaft ist Hornsby Travel.

## Medien
In der Region empfangbare Radiosender sind Lincs FM, Viking FM, BBC Radio Humberside und BBC Radio Lincolnshire. Fernsehsender der Region sind BBC Look North sowie Calendar, dessen Sendegebiet sich über ganz Yorkshire sowie Lincolnshire erstreckt.
Die lokale Tageszeitung ist die Scunthorpe Telegraph (ehemals Scunthorpe Evening Telegraph) mit ihrer Online-Ausgabe namens this is scunthorpe.co.uk. Des Weiteren gibt es noch die Gratiszeitung Scunthorpe Target.

### Obszönität-Filter
Verschiede Internetanbieter weigern sich als Angabe "Scunthorpe" zu akzeptieren, da die darin enthaltene Zeichenfolge "[C]unt" (deutsch: "Fotze") als Obszönität erkannt wird. Dies erregte das erste Mal in 1996 Aufmerksamkeit, als der amerikanische Onlineanbieter AOL automatisch verweigerte, dass sich Bewohner der Stadt ein Benutzerkonto erstellen. 
Diese Problematik des Zensieren mittels des Erkennen von Zeichenfolgen ist dann als Scunthorpe-Problem bekannt geworden.

## Bildung

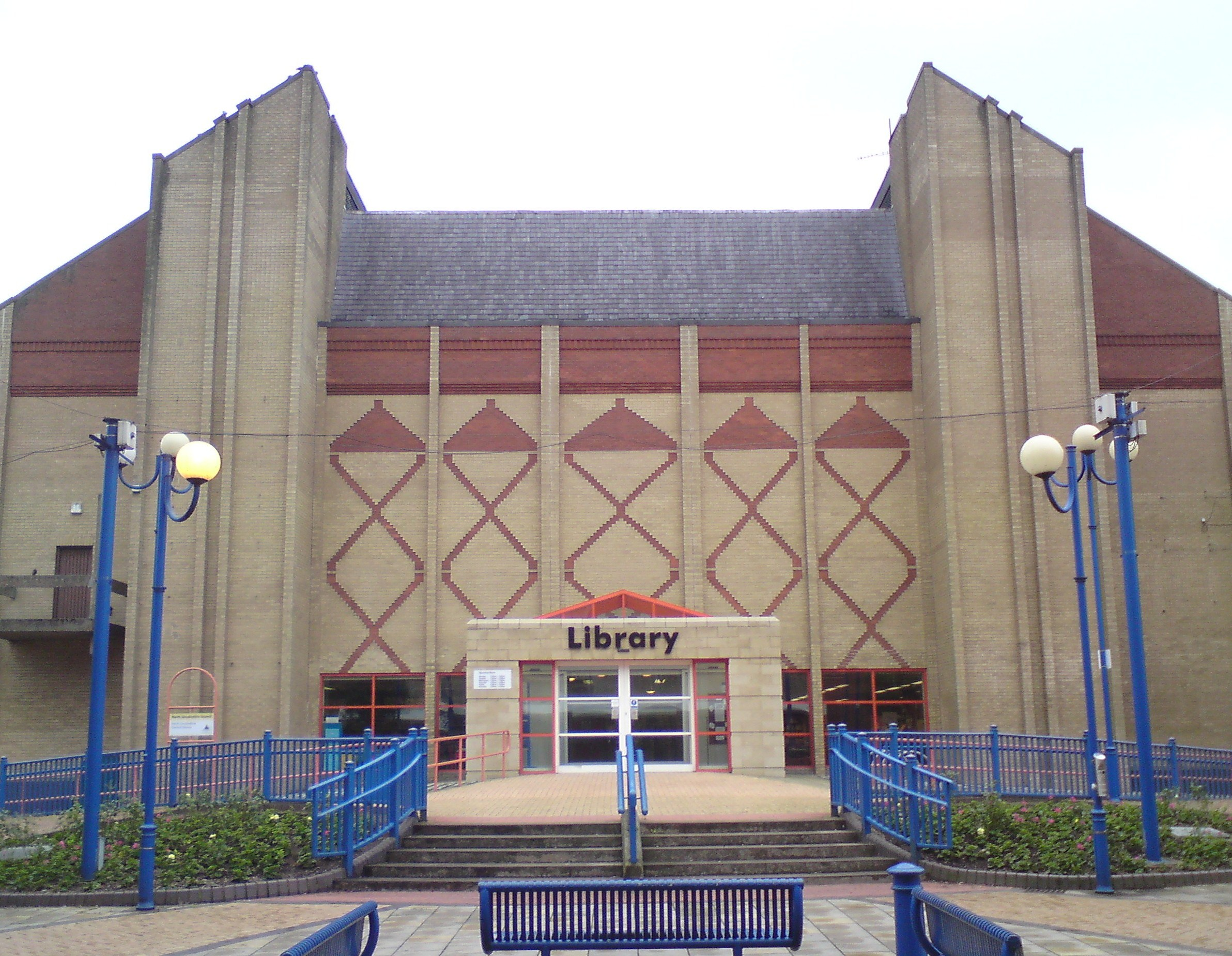
Die Bibliothek von North Lincolnshire

Die weiterführenden Schulen North Lincolnshires unterziehen sich gegenwärtig einem von der Regierung initiierten Erneuerungsprogramm mit einem Investitionsvolumen von 88 Millionen £. Die erste davon profitierende Schule ist das Brumby Engineering College in der Cemetery Road. Das Foxhills Technology College – spezialisiert auf Darstellende Künste, Mathematik und EDV in der Foxhills Road befindet sich im Norden der Stadt nahe Crosby und ist die erste städtische Fachschule. Ursprüngliche eine reine Technische Hochschule, kamen 2007 die Bereiche Darstellende Künste, 2008 Mathematik und EDV hinzu. Somit wurde sie zu einer High Performing Specialist School. Die Frederick Gough School ist eine Sprachschule am Grange Lane South im Süden der Stadt in Bottesford. Das Melior Community College entstand durch die Fusion des South Leys Business & Enterprise College und der Thomas Sumpter Comprehensive School. Dessen Räumlichkeiten befinden sich in der Chandos Road im Osten der Stadt. Die St Bede's Catholic School ist eine Hochschule spezialisiert auf Mathematik und EDV und wird von der Römisch-katholischen Kirche verwaltet. Das St Hugh's Communication and Interaction Specialist College ist eine Schule für Schüler zwischen 11 und 19 Jahren mit Lern- sowie physischen als auch sozialen Problemen. Das High Ridge Specialist Sports College an der Doncaster Road wurde am 1. September 2008 zur ersten städtischen Akademie. Heute ist es als St Lawrence Academy bekannt.
Grundschulen gibt es mit der Leys Farm Junior School in der Park Avenue sowie der Scunthorpe CE Primary School in der Gurnell Street.

## Persönlichkeiten
- Jack Bowers (1908–1970), Fußballspieler und -trainer
- Robert Walshaw (1919–1998), Automobilrennfahrer
- Liz Smith (1921–2016), Schauspielerin
- Alan Walker (* 1930), Musikwissenschaftler
- Tony Jacklin (* 1944), Golfspieler
- Iain Matthews (* 1946), Sänger
- Howard Devoto (* 1952), Rocksänger und Texter
- Martin Simpson (* 1953), Sänger, Gitarrist
- Roger L. Davies (* 1954), Astrophysiker
- John Gregory (* 1954), Fußballspieler
- Carmel McCourt (* 1958), Sängerin
- Steve Bronski (1960–2021), Musiker, Keyboarder
- Peter D. Robinson (* 1969), Bischof
- Neil Cox (* 1971), Fußballspieler
- Reece Mastin (* 1994), Sänger
- Tai Woffinden (* 1990), Speedwayrennfahrer
- Daniel Bigham (* 1991), Radsportler
- Joey Dawson (* 2003), Fußballspieler